# Dietrich Brömse (1470–1508)
Dietrich Brömse (* 2. August 1470 in Lübeck; † 13. März 1508 ebenda) war Ratsherr der Hansestadt Lübeck.

## Leben

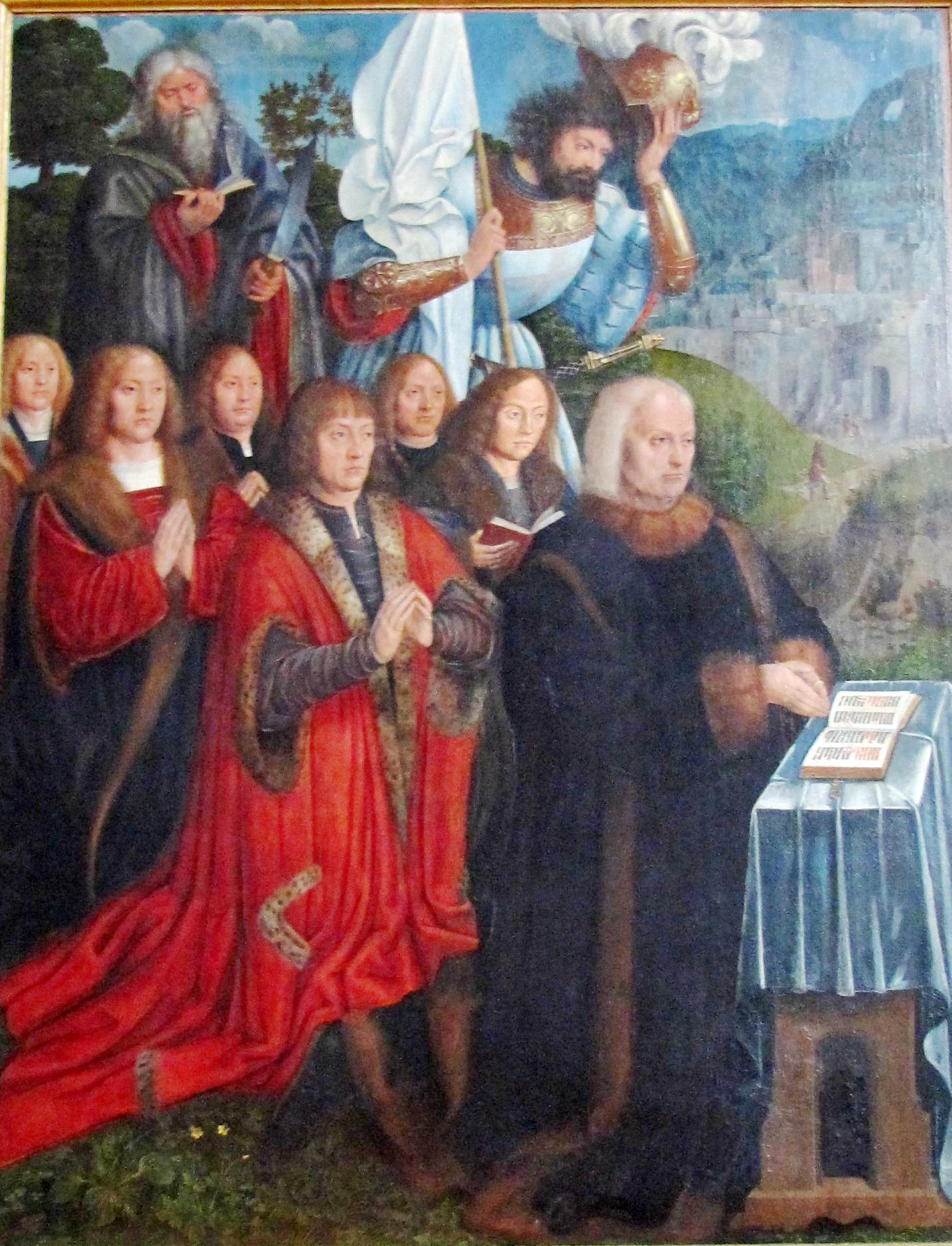
Heinrich Brömse und seine Söhne auf dem Brömsen-Altar in St. Jakobi in Lübeck

Dietrich Brömse war vermutlich der älteste der Söhne des Lübecker Bürgermeisters Heinrich Brömse. 1501 wurde er Mitglied der patrizischen Zirkelgesellschaft in Lübeck. Nach dem Tod seines Vaters wurde er am 22. März 1506 in den Lübecker Rat erwählt. Brömse hatte in diesem Jahr das Kommando über die Lübeck von der Herzögen von Sachsen-Lauenburg verpfändete Stadt Mölln, die 1506 während der Lübecker Fehde von mecklenburgischen Truppen belagert wurde. 
Dietrich Brömse war mit Margarethe, einer Tochter des Lübecker Ratsherrn Johann Bere, verheiratet; der spätere Lübecker Ratsherr Heinrich Brömse war ihr Sohn. Dietrich Brömse war Eigentümer des Gutes Klein Steinrade vor den Toren der Stadt. Mehrere Jahre nach seinem frühen Tod wurde sein Bruder Nikolaus Brömse in den Rat gewählt und später auch Bürgermeister der Stadt. Seine Witwe heiratete Lambert Wickinghof.